# Kanton Verdun-sur-le-Doubs
Der Kanton Verdun-sur-le-Doubs war bis 2015 ein französischer Wahlkreis im Arrondissement Chalon-sur-Saône im Département Saône-et-Loire und in der Region Burgund; sein Hauptort war Verdun-sur-le-Doubs. Vertreter im Generalrat des Départements war zuletzt von 2008 bis 2015 Jean-Paul Diconne (PS).
Der Kanton war 274,68 km² groß und hatte (1999) 8.967 Einwohner, was einer Bevölkerungsdichte von 33 Einwohnern pro km² entsprach. Er lag im Mittel auf 194 Meter über dem Meeresspiegel, zwischen 172 m in Allerey-sur-Saône und 208 m in Gergy.

## Gemeinden
Der Kanton bestand aus 22 Gemeinden:
| Gemeinde                  | Einwohner Jahr | Fläche km² | Bevölkerungsdichte | Code INSEE | Postleitzahl |
| ------------------------- | -------------- | ---------- | ------------------ | ---------- | ------------ |
| Allerey-sur-Saône         | 814 (2013)     | –          | – Einw./km²        | 71003      | 71350        |
| Les Bordes                | 88 (2013)      | –          | – Einw./km²        | 71043      | 71350        |
| Bragny-sur-Saône          | 581 (2013)     | –          | – Einw./km²        | 71054      | 71350        |
| Charnay-lès-Chalon        | 186 (2013)     | –          | – Einw./km²        | 71104      | 71350        |
| Ciel                      | 814 (2013)     | –          | – Einw./km²        | 71131      | 71350        |
| Clux-Villeneuve           | 339 (2013)     | –          | – Einw./km²        | 71578      | 71270        |
| Écuelles                  | 244 (2013)     | –          | – Einw./km²        | 71186      | 71350        |
| Gergy                     | 2.557 (2013)   | –          | – Einw./km²        | 71215      | 71590        |
| Longepierre               | 180 (2013)     | –          | – Einw./km²        | 71262      | 71350        |
| Mont-lès-Seurre           | 174 (2013)     | –          | – Einw./km²        | 71315      | 71350        |
| Navilly                   | 428 (2013)     | –          | – Einw./km²        | 71329      | 71350        |
| Palleau                   | 219 (2013)     | –          | – Einw./km²        | 71341      | 71350        |
| Pontoux                   | 266 (2013)     | –          | – Einw./km²        | 71355      | 71270        |
| Saint-Gervais-en-Vallière | 441 (2013)     | –          | – Einw./km²        | 71423      | 71350        |
| Saint-Loup-Géanges        | 1.614 (2013)   | –          | – Einw./km²        | 71443      | 71350        |
| Saint-Martin-en-Gâtinois  | 117 (2013)     | –          | – Einw./km²        | 71457      | 71350        |
| Saunières                 | 84 (2013)      | –          | – Einw./km²        | 71504      | 71350        |
| Sermesse                  | 256 (2013)     | –          | – Einw./km²        | 71517      | 71350        |
| Toutenant                 | 188 (2013)     | –          | – Einw./km²        | 71544      | 71350        |
| Verdun-sur-le-Doubs       | 1.163 (2013)   | –          | – Einw./km²        | 71566      | 71350        |
| Verjux                    | 525 (2013)     | –          | – Einw./km²        | 71570      | 71590        |

## Bevölkerungsentwicklung
| 1962  | 1968  | 1975  | 1982  | 1990  | 1999  | 2008   |
| ----- | ----- | ----- | ----- | ----- | ----- | ------ |
| 8.116 | 8.509 | 8.062 | 8.337 | 8.363 | 8.967 | 10.636 |